# RUネット

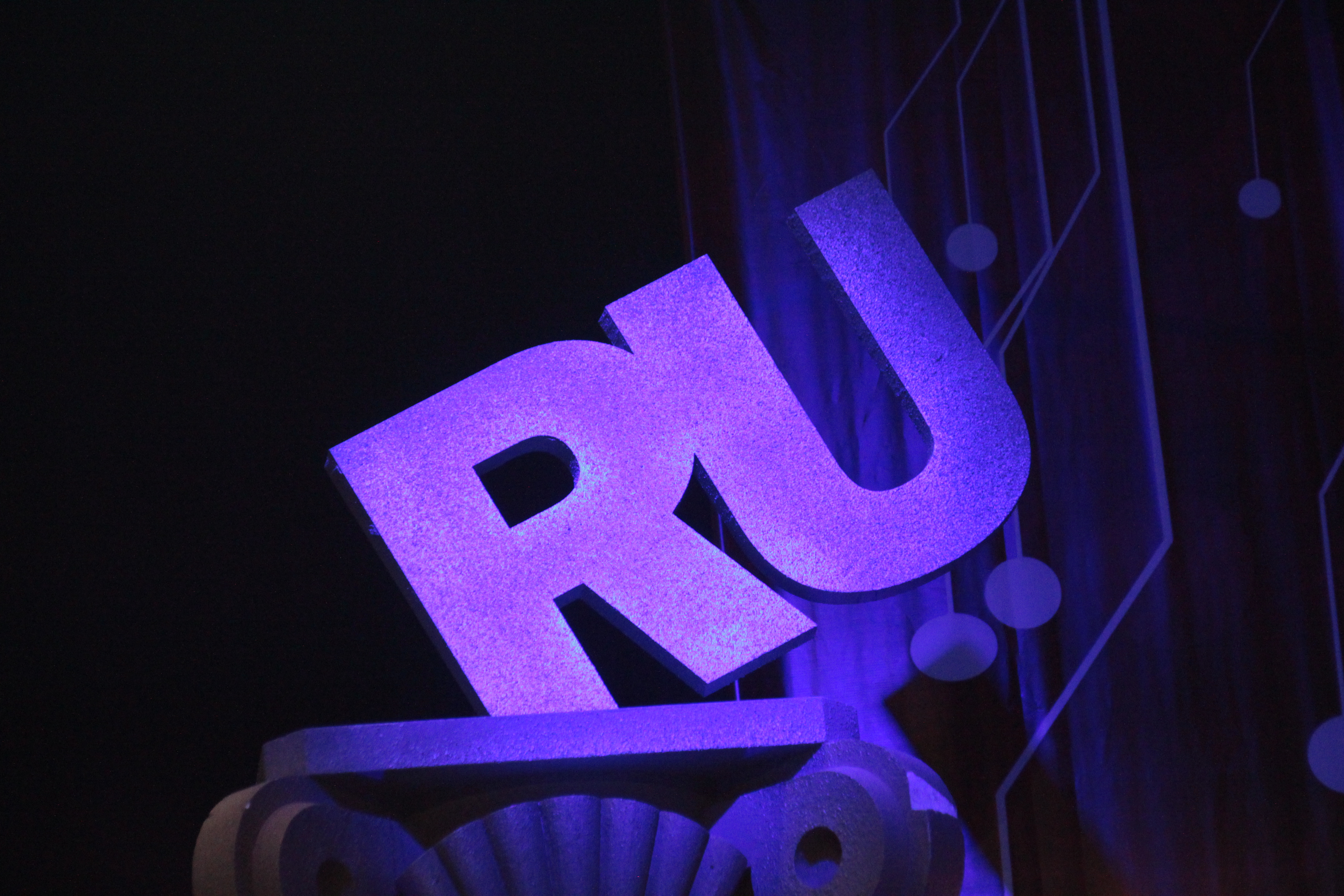
ルネット賞のロゴ

ルネットまたはRUネット（ロシア語: Рунет ・ロシア語インターネット、ロシアのインターネット）は、ロシア語を主要コンテンツとするインターネット・ネットワーク・サイト群であり、世界的なサイバーカルチャーである。南極大陸を含むすべての大陸に広がっているなか、旧ソビエト連邦の領土、特にロシアに最も集中されている。W3Techsの調査によると、2022年4月1日現在、世界で最も人気のあるウェブサイト1,000万件のうち6%がロシア語を使用している。2024年6月1日現在、ロシア語の占有率は4.2%に減少し、ウェブサイトでの言語別使用率では英語、スペイン語、ドイツ語、日本語、フランス語に次いで6位となっている。

## 概要
ロシア語の使用率が高いドメインは「.su, .ru, .rf, .russ,  .children, .ua, .by, .kz, .com, .org, .uz, .kg ドメインアドレスは例えば、部分的に「.su」と「.com」で、完全に.рфで、ロシア語で登録できる。しかし、人気のあるロシア語ウェブサイトがすべてСНГドメインにあるわけではない。例えば、ソーシャルネットワークの「フコンタクテ」はドメインvk.comを使用し、ロシアのウィキペディアはru.wikipedia.orgを使用している。
2017年、最大のロシア語圏であるロシアでは、インターネット普及率の伸びはかなり鈍化したが、それでもインターネットのロシア語の部門はかなり大きい。
2003年10月時点の公式データによると、インターネット上のウクライナのウェブサイトの82％がロシア語であった。2007年1月29日に実施された調査では、bigmir.netポータルの「Топ-25」部門の評価に含まれる最初の500サイトのうち、81.4％がロシア語サイトで、14％が多重言語サイトだった。2022年にロシアによるウクライナへの本格的な侵攻が始まって以来、ウクライナ語の人気は著しく高まっていて、ウクライナのインターネット上のウクライナ語部門での使用率はロシア語と同等である。
国際的なウェブサイトのかなりの部分にロシア語版がある。ロシア語が公用語でない独立国家共同体の諸国では、多くの国家機関のウェブサイトにロシア語版がある。
ヤンデックスの調査によると、ロシア語はルネットのサイトの91％（ヤンデックス独自の術語）の主要言語であり、ヤンデックスの検索データによると、2009年秋にはルネットのサイトは約1,500万件（インターネット全体の約6.5％）あった。